# CTAN
CTAN是「Comprehensive TeX Archive Network」的首字縮寫，為世界上最主要的TeX資源集散網站，蒐集了關於TeX的各種文件與軟體等等。
Perl的資源集散網站CPAN和R语言的资源收集网站CRAN，即是基於CTAN的模式誕生與運作。

## 外部連結
- 官方网站